# 汤家汇镇
汤家汇镇，是中华人民共和国安徽省六安市金寨县下辖的一个乡镇级行政单位。

## 行政区划
汤家汇镇下辖以下地区：
汤家汇街道社区、竹畈村、茅畈村、斗林村、笔架山村、豹迹岩村、泗道河村、瓦屋基村、梅河村、门山村、银山畈村和上畈村。